# 주머니깍지벌레
주머니깍지벌레는 노린재목 주머니깍지벌레과의 곤충이다.
학명은 Eriococcus lagerstroemiae이다.
한국, 일본, 중국, 일본, 영국에 분포하며 기주 식물은 배롱나무, 석류나무, 팽나무, 예덕나무, 회양목 등이다.

## 형태
암컷성충은 몸길이가 약 1.9mm이며 자주색이지만, 하얀색의 밀랍집 섬유로 된 타원형의 주머니를 형성하며 몸을 덮는다.
수컷성충은 몸길이가 약 0.9mm로 적자색 몸에 반투명한 1쌍의 하얀색 날개가 있다.
알은 길이가 약 0.29mm로 적자색이다.
부화약충은 몸길이가 약 0.41mm, 2령약충은 몸길이가 약 0.96mm이다.
약충의 몸색깔은 적자색으로 하얀색의 밀랍질 가루로 약간 덮여 있다.

## 생활사
1년에 2회 발생하며, 주로 암컷 깍지 속에서 알로 월동하지만, 일부는 약충으로 월동하기도 한다.
1세대 암컷성충은 4월 하순~5월 하순에 발생하고 발생최성기는 5월 상순이다.
2세대 암컷성충은 8월 하순~10월 하순에 발생하며 발생최성기는 8월 하순이다.
암컷성충은 하얀색의 주머니 속에서 알을 낳고 산란수는 평균 221.9개이다.
알은 6월 상순부터 부화하여 가해하고, 2세대 성충이 낳은 알은 8월 하순부터 부화한다.

## 피해양상
가해수종의 가지나 줄기에 모여 살면서 흡즙 가해한다.
발생개체수가 많을 때는 잎에도 기생한다.
2차적으로 그을음병을 유발시켜 기생된 가지의 생장이 저해되고, 수세도 현저하게 쇠약해진다.

## 방제방법
| 화학적 방제 | - 겨울철에 기계유유제 또는 석회유황합제를 살포하여 월동란을 방제한다. - 부화 약충시기인 6월 하순과 8월 하순에 클로티아니딘 액상수화제, 뷰프로페진티아메톡삼 액상수화제, 등의 적용 약제를 살포한다. |
| ----------- | --- |
| 생물적 방제 | - 포식성 천적인 무당벌레류, 풀잠자리류, 거미류 등을 보호한다. |
| 물리적 방제 | - 밀도가 높지 않을 경우 겨울철에 가지 등에 붙어 있는 알덩어리를 문질러 제거한다. |